# St. Peter und Paul (Dettingen a. Main)

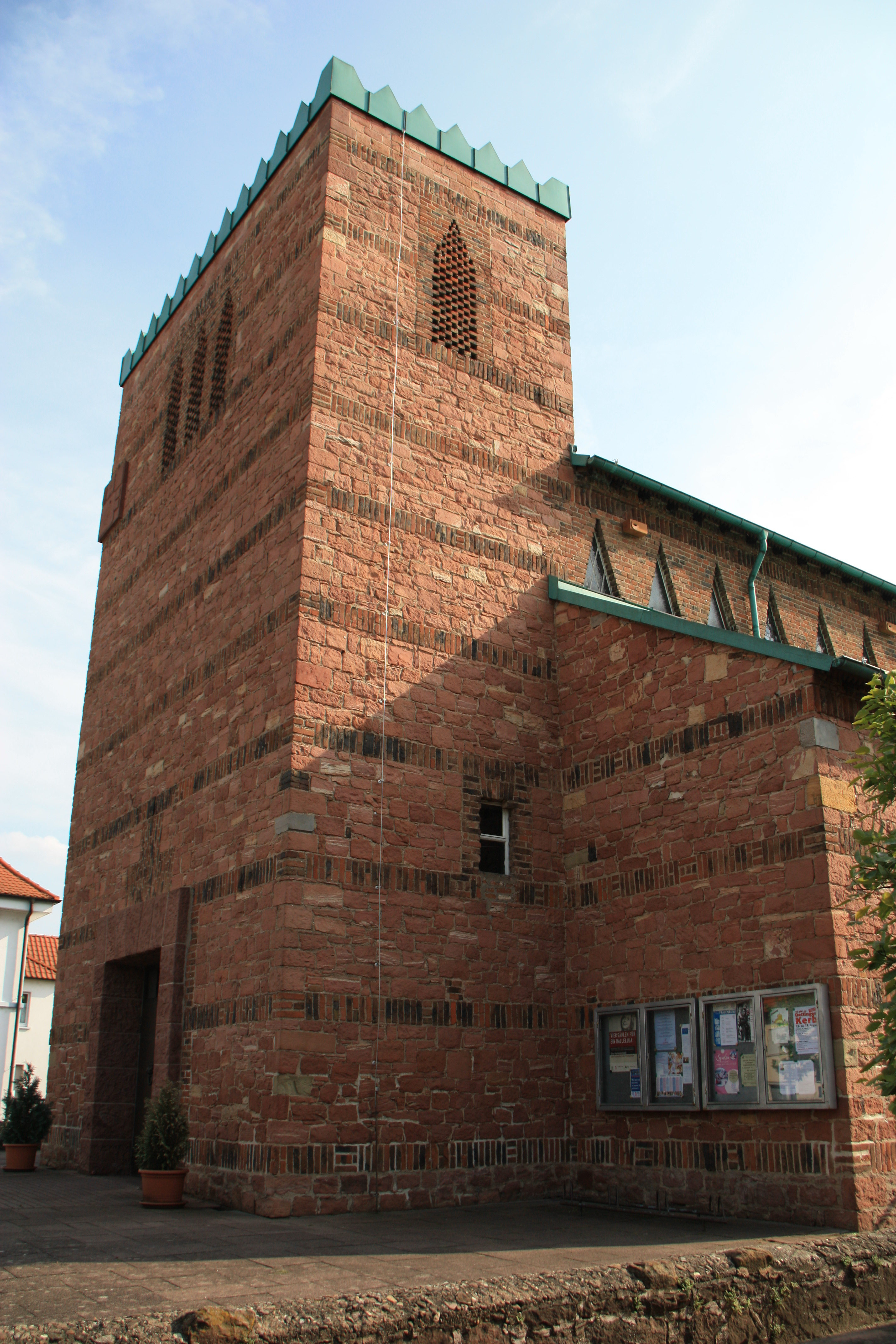
St. Peter und Paul (Dettingen am Main)

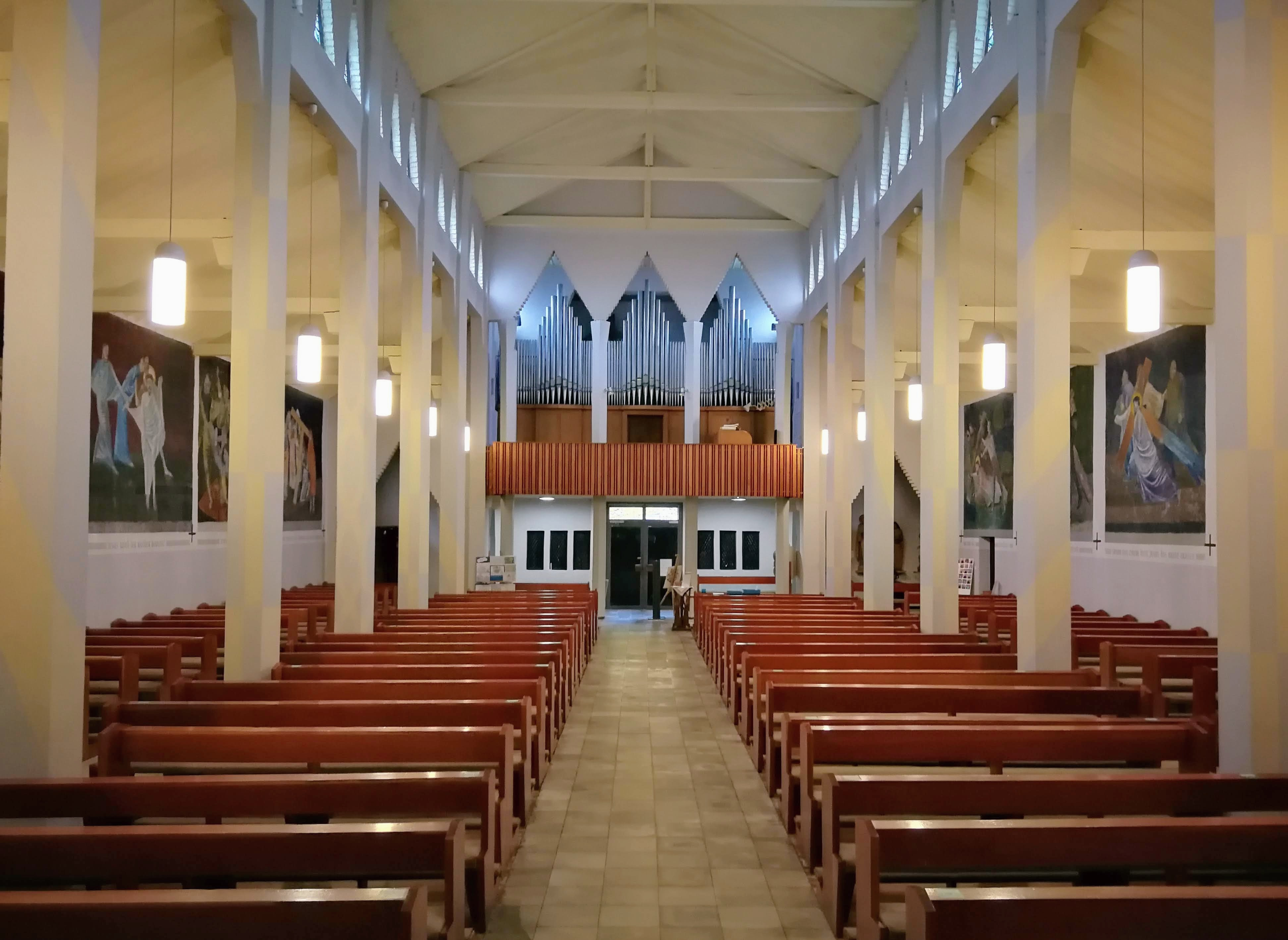
Innenraum zur Orgel

Die römisch-katholische Pfarrkirche St. Peter und Paul ist ein denkmalgeschütztes Kirchengebäude in Dettingen am Main, einem Ortsteil von Karlstein am Main im Landkreis Aschaffenburg (Unterfranken, Bayern). Das Bauwerk ist unter der Denkmalnummer D-6-71-114-4 als Baudenkmal in die Bayerische Denkmalliste eingetragen. Sie gilt als die erste moderne Kirche Deutschlands. Die Kirche gehört zur Pfarreiengemeinschaft Kirche auf dem Weg (Karlstein am Main) im Pastoralen Raum Alzenau des Bistums Würzburg.

## Beschreibung
Die expressionistische Basilika aus rotem Sandstein wurde 1922/23 nach einem Entwurf von Dominikus Böhm und Martin Weber aus rotem Sandstein erbaut. Die Wände sind mit Ziegelbändern gegliedert. Der querrechteckige Kirchturm in Breite des Mittelschiffs ist mit Zinnen bekrönt, die einen kleinen Dachreiter umschließen. Ausgestaltet wurde die Kirche mit großformatigen Fresken von Reinhold Ewald.

## Orgel

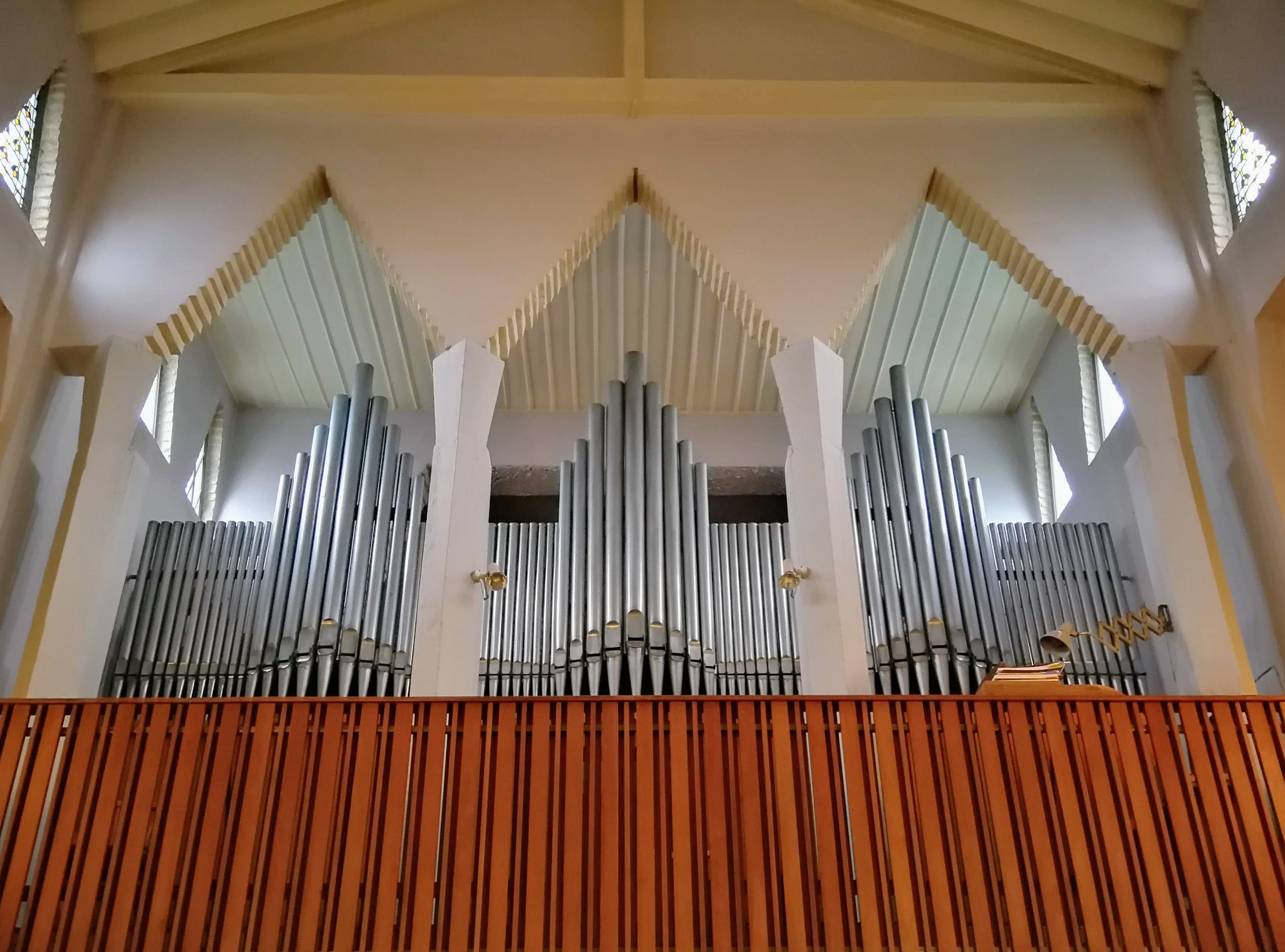
Orgelprospekt

Die Orgel geht auf ein Instrument von Willibald Siemann aus dem Jahr 1924 zurück, das 1962 von Gustav Weiß & Söhne umgebaut und erweitert wurde. Seitdem besitzt es 26 Register auf zwei Manualen und Pedal. Die Disposition lautet:
| I Hauptwerk C–f3 |       |   |
| Principal        | 8′    | * |
| Bordun           | 16′   | * |
| Flöte            | 8′    | * |
| Gemshorn         | 4′    | * |
| Octav            | 4′    | * |
| Nasat            | 2 ⁄3′ |   |
| Nachthorn        | 2′    |   |
| Mixtur V         | 1 ⁄3′ |   |
| Trompete         | 8′    |   |

| II Schwellwerk C–f3 |       |   |
| Sing. Principal     | 4′    | * |
| Gedeckt             | 8′    | * |
| Salicional          | 8′    | * |
| Rohrflöte           | 4′    |   |
| Octave              | 2′    |   |
| Sifflöte            | 1 ⁄3′ |   |
| Scharf IV           | 1′    |   |
| Trichterregal       | 8′    |   |
| Kopftrompete        | 4′    |   |
| Tremulant           |       |   |

| Pedal C–d1    |       |            |
| Subbaß        | 16′   | *          |
| Principalbaß  | 16′   | *          |
| Zartbaß       | 16′   | [ Anm. 1 ] |
| Octavbaß      | 8′    |            |
| Gedacktbaß    | 8′    | *          |
| Choralbaß     | 4′    |            |
| Hintersatz IV | 2 ⁄3′ |            |
| Posaune       | 16′   |            |

- Koppeln: 3 Normalkoppeln
- Spielhilfen: 2 freie Kombinationen, Tutti, Crescendo-Walze
- Bemerkungen: * = altes Register der Siemann-Orgel, Kegelladen, elektropneumatische Traktur

Anmerkungen
1. ↑  Abschwächung Subbass 16′